# Liste der Monuments historiques in Chazey-Bons
Die Liste der Monuments historiques in Chazey-Bons führt die Monuments historiques in der französischen Gemeinde Chazey-Bons auf.

## Liste der Bauwerke
| Bezeichnung      | Beschreibung | Standort        | Kennzeichnung | Schutzstatus | Datum | Bild           |
| ---------------- | ------------ | --------------- | ------------- | ------------ | ----- | -------------- |
| Donjon du Temple |              | La Batie (Lage) | PA00116375    | Inscrit      | 1973  | weitere Bilder |
| Maison Brillat   |              | Cressieu (Lage) | PA00116376    | Inscrit      | 1927  | weitere Bilder |